# Língua congo
A língua conga ou quiconga (em quicongo: kikongo) é uma língua falada pelo povo congo no norte da República de Angola, nas províncias de Cabinda, do Uíge, do Zaire e em parte do Cuanza-Norte, onde possui o estatuto de língua nacional; e na região do baixo Congo, na República Democrática do Congo e nas regiões limítrofes da República do Congo. Também é falada por alguns povos do Gabão.
Existem, nos dias atuais, aproximadamente 8,8 milhões de falantes nativos, em adição a dois milhões de pessoas que a usam como segunda língua, totalizando cerca de 10 a 11 milhões de pessoas. Pelo seus contextos de dispersão, ela possui cerca de vinte variantes espalhadas por três países. Ademais, é uma língua tonal, ou seja, a entonação pode mudar o significado das palavras.
A língua teve a sua origem como língua oficial no antigo Reino do Congo. Historicamente, era falada por muitos dos africanos que foram levados como escravizados para as Américas. Por essa razão, formas crioulas da língua são adotadas por todo o território americano. Podem também ser vistas na linguagem ritual de religiões afro-americanas, especialmente no Brasil, em Cuba, em Porto Rico, na Republica Dominicana, no Haiti e no Suriname. Algumas de suas influências foram na formação da língua gullah nos Estados Unidos, do palenquero na Colômbia e do quituba na própria África.
Há controvérsias sobre a organização da família banta. Segundo a classificação linguística de Greenberg (1982), a língua conga inclui-se no grupo banto, da divisão bantoide, pertencente ao subgrupo benue-congo, que faz parte da ramificação nigero-congolesa da grande família Níger-Kordofaniana. Apesar da classificação de Greenberg ser amplamente aceita, ela é controversa em relação à proposta de Guthrie (1967), a qual propõe que as inúmeras semelhanças encontradas entre o banto e outras línguas nigero-congolesas resultam de influências bantas sobre um grupo de línguas fundamentalmente diferentes. Nesse caso, a classificação do congo como banto não se encaixaria, apesar dos outros subgrupos não estarem em discussão.

## Etimologia
Kikongo é a palavra usada pelo grupo étnico dos congos, provenientes da região antes ocupada pelo Reino do Congo, para se referir a sua língua. A palavra tem origem banta e surgiu especificamente para se referir a essa língua e aos seus falantes. A variação em sua escrita se deve ao local em que é usada. Enquanto o "k" é usado na grafia atual em quicongo, o "q" e o "c" são usados no português. 

Rio Congo localizado na África Central ocidental

Além disso, "congo" e "bacongo" (kongo, bakongo) são usados para se referir ao próprio povo. O prefixo ki- é o artigo da palavra e "congo" se refere ao país Congo, então a tradução de sentido seria "do Congo" ou “a língua usada no Congo". O outro prefixo utilizado é o ba-, que é um indicativo de plural, e quando utilizado com "congo" significa "povos congos". 
A partir daí, o nome Congo, não é apenas o nome de dois países, mas também e o nome do rio que divide a República democrática do Congo e a República do Congo, tem duas possibilidades de origem. A primeira é que esse nome deriva do termo banto para "montanhas". E a segunda é que talvez o nome tenha vindo da palavra n`kongo, que significa "caçador".

## Distribuição
A região em que o congo é falado se restringe a países da África Central, incluindo a Angola, onde o uso da língua está concentrado nas províncias do norte (aproximadamente 5,6% da população é falante),  a República Democrática do Congo (cerca de 2,6% da população é falante), a República do Congo (mais de 50% da população é falante) e partes do Gabão (alguns milhares de falantes).
Distribuição do congo e de seus dialetos pelos países centro-africanos:
- Sul da República do Congo:
  - Dialetos Yombe, Vili, Ladi, Sundi e outros:
    - Kouilou;
    - Niari;
    - Bouenza;
    - Lékoumou;
    - Brazavile;

  - Dialetos Ladi, Kongo Boko e outros:
    - Pool.
- Sul da República Democrática do Congo:
  - Dialetos Yombe, Ntandu, Ndibu, Manyanga e outros:
    - Congo Central;
- Norte de Angola:
  - Dialetos Kisikongo, Zombo, Ibinda e outros:
    - Cabinda;
    - Uíge;
    - Zaire;
    - Norte de Bengo e de Cuanza Norte.
- Sudoeste do Gabão.
  - Dialeto Vili:
    - Nyanga;
    - Ngounié.

### Dialetos

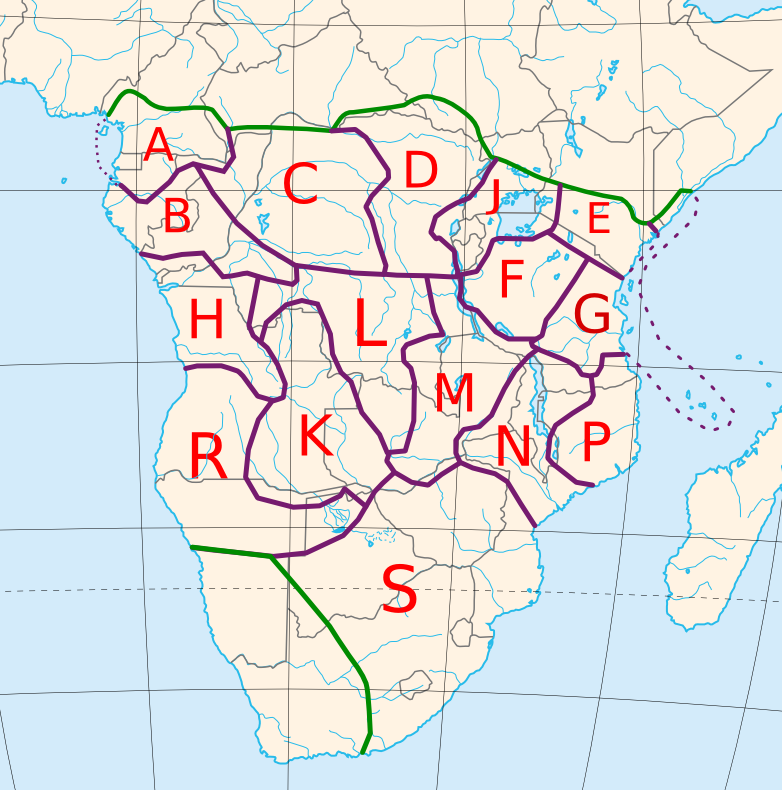
Zonas das línguas bantas segundo classificação de Guthrie.

O congo, na classificação de Malcolm Guthrie (1967), é colocado no grupo linguístico H10 com o código H16. Tal grupo pertence às línguas Congo, um dos grupos filogenéticos das línguas bantas. Algumas línguas do grupo Congo são reconhecidas como dialetos do congo. São elas: o congo meridional (falado em Angola e República Democrática do Congo), o congo central (falado na República Democrática do Congo), o yombe (falado na República Democrática do Congo), o congo ocidental ou fiote (falado em Cabinda e República Democrática do Congo), o buende (falado na República do Congo e República Democrática do Congo), o ladi (falado em Pool), o congo oriental (falado na República Democrática do Congo) e o congo sudeste (falado em Angola e República Democrática do Congo).
Ainda existem outras línguas relacionadas ao congo que pertencem ao grupo mais abrangente H10. Entre elas, estão o bembe (falada na República do Congo), o vili (falado na República do Congo), o kunyi (falado na República do Congo), o ndingi (falado em Cabinda), o mboka (falado em Cabinda) e o dondo (falado no sul da República do Congo).  
| Numeral/dialeto | Beembe  | Doondo     | Vili       | Kikongo   |
| --------------- | ------- | ---------- | ---------- | --------- |
| 1               | mósi    | mɔsi       | mèsì       | mosi      |
| 2               | óólo    | ɔɔle       | wàlì       | yole      |
| 3               | tátu    | tatu       | tàtù       | tatu      |
| 4               | ná      | ya         | nà         | n'ya/ya   |
| 5               | táánu   | taanu      | tàːnù      | tanu      |
| 6               | sáámúnu | saamanu    | sàmùnù     | sambanu   |
| 7               | ntsáámu | nsambwaadi | sâːmbwàːlì | nsambwadi |
| 8               | póomó   | naana      | náːnə̀      | nana      |
| 9               | wá      | vwa        | vwá        | vwa       |
| 10              | kúúmi   | kuumi      | kúːmí      | kumi      |

### Línguas relacionadas
De acordo com Nurse e Philippson (2003), no subgrupo Congo da classificação das línguas bantas podem ser encontradas as línguas semelhantes ao congo. Fazem parte desse subgrupo o buende (buende, sonde), o cataract, o congo central (canyanga, mazinga), o congo oriental (ntandu, santu), o nzamba (dzamba), o congo sudeste (nkanu, pende, zoombo), o congo sul e o congo ocidental (fiote, fioti). Além disso, outras línguas são consideradas crioulas, como o habla congo, a língua litúrgica da religião afro-cubana palo, e o quituba, falado como língua franca em parte da África Ocidental.
Muitos escravos africanos transportados para a América falavam congo, e sua influência pode ser vista em muitas línguas crioulas na diáspora africana, como no palenquero (falado por descendentes de escravos negros fugidos na Colômbia), na língua crioula haitiana, e na língua gullah nos Estados Unidos. A semelhança entre as línguas pode ser vista em algumas palavras do inglês americano que são derivadas do congo, comoː goober, do quicongo nguba (amendoim); zombie, do quicongo nzombie (zumbi); e funk (que veio de "funky", utilizado em comunidades negras para se referir ao odor corporal forte), do quicongo lu-fuki (mal odor corporal). Além disso, o nome da dança cubana mambo deriva da palavra crioula haitiana para "sacerdotisa vodu".

## História

### Origem e formação da língua
No Congo existem histórias de como o seu estado foi formado, segundo Thornton (1998) a fundação mitológica é a seguinte: Lukeni lua Nimi (Nimi a Lukeni) nasceu entre 1401 e 1424 em Vungo (Bungo), território ao norte do rio Zaire (ou rio Congo), filho de Nimi a Zima, soberano deste potentado. Apesar de suas qualidades para administrar o território, Lukeni era o quarto irmão na sucessão do poder do cargo de chefe político ocupado por seu pai. Lukeni então, decidiu cobrar impostos e sua própria mãe grávida, em nome de seu pai. Quando ela se recusa a pagar (provavelmente por causa de sua ilegitimidade como sucessor político), Lukeni esfaqueia seu ventre, assassinando mutuamente sua mãe e o irmão em gestação. Este gesto marcou a ruptura de Lukeni com a tradição política vigente.
Após isso, ele migrou em direção ao sul e após cruzar o grande rio Zaire, subjugou os povos agricultores que ali viviam, fundando assim um novo estado, chamado Congo. A partir desta fundação, Lukeni passou a expandir seu território dominando pequenas chefaturas, através de um sistema de poder altamente centralizado sediado na capital intitulada Mbanza Congo (Cidade do Congo). Ao se tornar soberano deste novo estado, Lukeni teria passado a ser chamado de “ntinu”, inaugurando este novo título, o mais alto título político do então recém-fundado Congo. A partir de então, apenas os descendentes de Lukeni poderiam ocupar o cargo de chefe político do Congo (Mani Congo) e gozar deste título: ntinu.

### Cristianização
A partir do século XIV, quando os europeus lançaram-se a uma longa jornada pelo Oceano Atlântico, o continente africano esteve cada vez mais incluído nos trajetos marítimos principalmente dos portugueses. Entre os anos de 1340 e 1470, a expansão europeia pela costa africana aconteceu de maneira bastante lenta se comparada aos avanços obtidos posteriormente. A partir disso, os colonizadores seguiram infiltrando-se desde logo nos circuitos comerciais africanos, principalmente no comércio do ouro e no tráfico de escravos que começaria a atingir cada vez maiores proporções já a partir do início do século XVI.

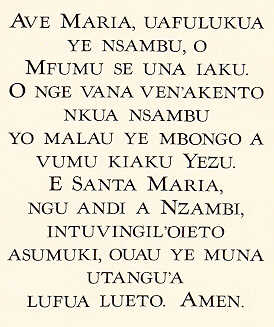
Oração ave-maria em congo.

Para além dos interesses comerciais, a propagação da fé católica entre os “infiéis” esteve desde o início entre os objetivos destes contatos. De modo geral, as experiências de conversão católica dos africanos nessa região ocorreram a partir do consentimento e da adesão dos próprios líderes locais, motivados por fatores e interesses diversos.
Em 1482 uma embaixada foi enviada para o Reino do Congo, liderada por Diogo Cão, enviado pela coroa portuguesa. Segundo identificaram os europeus que lá estavam, o Reino do Congo abrangia a capital Mbanza Congo (que mais tarde recebeu o nome de São Salvador) e algumas províncias com chefes locais, também conhecidos como manicongos. O manicongo foi logo reconhecido pelos europeus como soberano sobre todo o território. Dessa forma, o fato do catolicismo ter sido adotado no Congo por meio da autoridade maior - o manicongo - facilitou de maneira decisiva a permanência da religião durante um período tão grande.
No Reino do Congo, desde logo a escrita foi adotada como forma de comunicação com os portugueses. Os esforços no aprendizado da leitura e escrita, principalmente pelos filhos da aristocracia, garantiram um domínio gradual dessa linguagem. A maior dificuldade era se comunicar em um alfabeto que era desconhecido pelos nativos. Felizmente, essa barreira foi ultrapassada, ao menos pelos reis e pessoas da alta hierarquia, que acabaram produzindo um número bastante elevado de documentos, destacando-se o célebre conjunto de cartas do rei Afonso I (c.1509-c.1542), ou pela correspondência mantida por vários reis congos do início do século XVII com o Vaticano.
De acordo com Anne Hilton (1985) existiram várias fontes, produzidas, principalmente, por missionários de várias ordens religiosas que estiveram no Congo em diferentes momentos (a missão carmelita, de 1584-87; a jesuíta, de 1619-1675 e a capuchinha, de 1645-1835), que permitiram a identificação de três fases relacionadas a presença do catolicismo no Congo. São elas: a primeira, relacionada a chegada de determinado grupo de missionários envoltos de forte entusiasmo com a suposta facilidade de conversão dos congos, não só do rei como de toda a população; a segunda, caracterizada pela constatação da permanência de hábitos e práticas pagãs, o que gerava uma desesperança geral, segundo os registros missionários; por último, a terceira fase de integração social dos missionários, adaptados às diferenças culturais, ainda que obviamente procurando manter seus hábitos europeus. Nessa terceira fase, os capuchinhos por exemplo, foram capazes de descrever com mais detalhes as práticas congas, ainda que com o objetivo de apontar heresias e idolatrias.

### História da documentação
Para além dos primeiros contatos, os relatos para o período em que os estrangeiros chegaram na África são escassos, restando sobretudo correspondências e documentos religiosos. Os primeiros registros que se tem acesso sobre os trabalhos em congo produzidos são de origem dos missionários cristãos que ocupavam a África naquele momento. Poucos sobreviveram até os dias atuais, alguns deles são: Doutrina Christãa, um catecismo linear congo-português de 1624 traduzido pela liderança do português jesuíta Mateus Cardoso; Vocabularium Latinum, Hispanicum, e Congense, uma lista em três línguas que sobreviveu graças à um manuscrito de 1652 copiado pelo capuchinho flamengo Joris Van Gheel; e também o Regulae quaedam pro difficillimi Congensium idiomatis faciliori captu ad grammaticae normam redactae, um livro de gramática de congo publicado em 1659 sobre a autoria do capuchinho italiano Hyacintho Brusciotto a Vetralla.

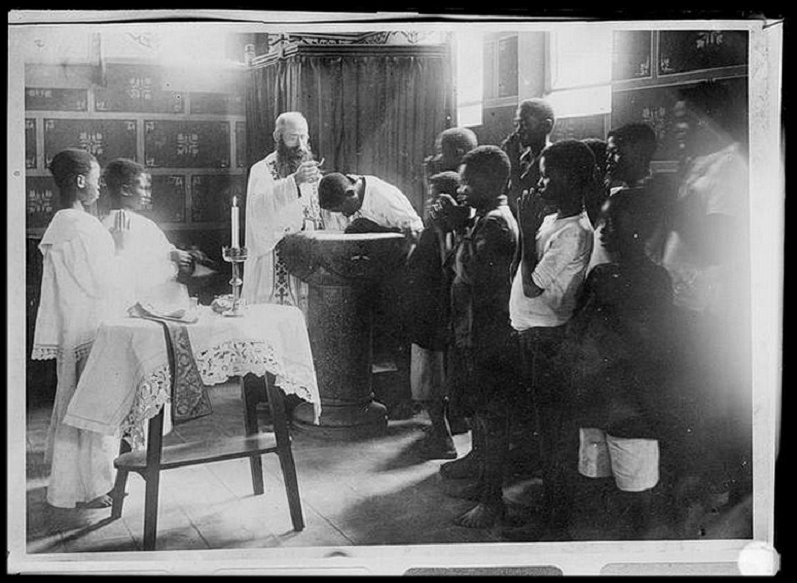
Missionários portugueses no Congo

Em 1624, Mateus Cardoso, outro jesuíta português, editou e publicou uma tradução para o congo do catecismo de Marcos Jorge. Seu prefácio diz que a tradução foi feita por professores congoleses de São Salvador (Mabanza Congo), provavelmente parcialmente por obra do congolês Félix do Espírito Santo. Ademais, o Dictionary and grammar of the Congo language, de W. Holman Bentley, foi publicado em 1887. No prefácio, Bentley creditou Nlemvo, um africano, por sua assistência, e descreveu "os métodos que usou para compilar o dicionário, que incluíram organizar e corrigir 25 000 folhas de papel contendo palavras e suas definições."
Esses documentos tem um grande valor científico não só por conterem informações valiosa sobre a linguagem usada pelos antigos cristãos e europeus durante o apogeu do Reino do Congo, mas também porque eles são os mais antigos textos, que sobreviveram, já escritos em língua banta. 

## Fonologia

### Consoantes
O inventário consonantal do congo tem 27 fonemas. Os fones [ʃ] e [ʒ] não são mencionados como fonemas, embora sejam sons extremamente comuns em congo. Esse fato ocorre porque não existe oposição em pares mínimos no congo (palavras que diferem apenas em um fonema, e esses fonemas diferem em poucos ou vários traços distintivos). Existe um processo fonético de distribuição complementar entre as consoantes não-palatais /s/, /z/, /ts/, /dz/, /ns/, /nz/ e suas contrapartes palatais, [ʃ], [ʒ], [tʃ], [dʒ], [nʃ], [nʒ]. As palatais só ocorrem antes de [i], e as não-palatais ocorrem antes de [a], [e], [o], [u], [w]. Segundo Lumwamu, entre /s+i/ em posição inicial ou intervocálica, /s/ terá um efeito entre /s/ e [š] palatizado e entre /z+i/ em posição inicial ou intervocálica, /z/ tem efeito de [ž] palatizado. O mesmo é informado por Tim (2008), que cita como exemplos de consoantes não-palatais, em sua posição característica: tobola “abrir um buraco”, tanu “cinco”. 
|            | Labiais | Labiodentais | Dentais-alveolares | Palatais | Velares |
| ---------- | ------- | ------------ | ------------------ | -------- | ------- |
| Oclusivas  | p b     |              | t d                |          | k       |
| Nasais     | m       |              | n                  | ɲ        | ŋ       |
| Fricativas |         | f v          | s z                |          | ɣ       |
| Laterais   |         |              | l                  |          |         |
| Africadas  |         | pf bv        | ts dz              |          |         |
| Pré-nasais | mp mb   | mf mv        | nt nd              |          | nk ng   |

Ao contrário de outras línguas bantas, o congo não possui a consoante alveolar [r] no seu repertório fonológico. Portanto, palavras estrangeiras são adaptadas para a lateral alveolar [l], como em rádio, em português, que vira ladi, e carro, que vira kaalu. Além disso, deve se levar em conta que o congo não possui certas consoantes seguidas, como cr, cl, pI, pr, etc. Por conseguinte, intercala-se uma vogal entre as consoantes (Cristo vira Kilisitu; cruz vira kuluzu; presidente vira pelezidente; litro vira litulu).   

### Vogais
Não há vogais nasais em congo. Todas as sílabas são leves (abertas), ou seja, sílabas CV (consoante-vogal). Já foi questionado se as sílabas CV poderiam ser mal interpretadas pelos europeus, que talvez pensassem que existem sílabas, no meio das palavras, que sejam fechadas em consoante nasal, mas isso não acontece. Todas as sílabas terminam em vogal, estando a sílaba no meio da palavra ou não. Então, muntu (homem) não se pronuncia mun-tu, mas mu-ntu. Dessa mesma forma, outras consoantes pré-nasalizadas como ‘mb’, ‘mf’ e ‘ns’ são sempre consideradas como um único fonema e são indivisíveis.
Em congo existem cinco vogais: fechada anterior /i/, fechada posterior /u/, semifechada anterior /e/, semifechada posterior /o/ e aberta central /a/, como representado abaixo.
|             | Anterior | Central | Posterior |
| ----------- | -------- | ------- | --------- |
| Fechada     | i        |         | u         |
| Semifechada | e        |         | o         |
| Aberta      |          | a       |           |

Além das vogais curtas, mais comuns no português, em congo existe uma distinção com as vogais longas /ii/, /uu/, /ee/, /oo/, /aa/. Tal fenômeno tem sido escasso nas línguas bantas. Explicações como as de Lamã (1936) sobre o idioma kongo e de Burssens (1939) sobre o idioma luba-kasay, em que a duração da vogal foi observada, deixaram clara a existência desse fenômeno nas línguas bantas. 
| vogal curta | Português       | Vogal longa | Português     |
| ----------- | --------------- | ----------- | ------------- |
| Kooko       | Mão             | Koko        | Masculinidade |
| Yaala       | Governar        | Yala        | Expandir      |
| Suuka       | Se tornar velho | Suka        | Acordar cedo  |

#### Tons
O congo possui um sistema tonológico com dois tons: um tom baixo e um tom alto. Os tons são distintivos lexicalmente, o que quer dizer que o significado das palavras muda conforme o tom utilizado. Na escrita esses tons não são marcados, eles só se diferenciam na fala. No quadro a seguir, os tons baixos estão representados com acento grave e os tons altos com acento agudo.
| Quicongo | Português | Quicongo | Português |
| -------- | --------- | -------- | --------- |
| Bákà     | Muro      | Bàká     | Alcançar  |
| Díá      | Comer     | Dìà      | Este que  |
| Káánga   | Torrada   | Kàànga   | Fechar    |

#### Harmonia vocálica
Harmonia vocálica é o fenômeno em que as vogais em uma palavra concordam com outras vogais na mesma palavra. Tal restrição define que as vogais em uma palavra devem compartilhar qualidades ou características.
Em congo, a distribuição dos alomorfos da derivação sufixal é determinada pela primeira vogal do radical. Nesse caso, se essa primeira vogal for semifechada (/o/, /e/), o sufixo vai usar a semifechada anterior /e/. Mas se essa primeira vogal for qualquer outra, o sufixo vai usar o som de /i/.
Nesse sentido, para demonstrar essa afirmativa, é possível analisar os afixos aplicativos e causativos que transformam os verbos, nos quais a harmonia vocálica é aplicada. Os afixos utilizados para essas funções são, respectivamente, -es/-is, -el/-il. Dessa forma:
Afixo aplicativo:
1. Lamba - cozinhar
Lamb-il-a - cozinhar para
2. Zola - amar
Zol-el-a - amar para

Afixo causativo:
1. Vova - falar
Vov-es-a - causar a fala
2. Leeka - dormir
Leek-es-a - causar o sono

## Ortografia

### História da escrita
Os primeiros passos da elaboração do alfabeto de línguas nacionais foram dados pelos missionários e alguns comerciantes, a partir das línguas europeias, com base no alfabeto latino, e que "durante a época colonial os missionários utilizaram as línguas locais nas suas escolas e os primeiros textos escritos em línguas locais aparecem ao nível da igreja". Dessa forma, percebe-se que o alfabeto do congo na verdade não existia, mas foi criado pelos colonizadores com base no seu próprio alfabeto. 

### Escrita
O alfabeto congo não tem o mesmo número de letras que o português. Além disso, muitos sinais gráficos usados em português não são usados nas línguas bantas, como por exemplo, a cedilha, os acentos gráficos, etc. 
O alfabeto é constituído por cinco vogais (a, e, i, o, u), treze consoantes (b, d, f, g, k, l, m, n, p, s, t, v, z.) e duas semivogais (w, y). Quiala (2013), na sua obra “Longoka Kikongo” apresenta o alfabeto do congo que resulta do trabalho de investigação feito pelo Instituto de Línguas Nacionais, com a grafia e pronúncia do alfabeto:
| Letra | Pronúncia | Letra | Pronúncia |
| ----- | --------- | ----- | --------- |
| A     | A         | Ng    | Ngê       |
| B     | Bê        | O     | O         |
| D     | Dê        | P     | Pê        |
| E     | E         | S     | Sê        |
| F     | Fê        | T     | Tê        |
| I     | I         | U     | U         |
| K     | Kê        | V     | Vê        |
| L     | Lê        | W     | Wê        |
| M     | Mê        | Y     | Yê        |
| N     | Nê        | Z     | Zê        |

Algumas características das palavras em congo são que o <l> da primeira sílaba dos verbos transforma-se em <nd> como substantivo (longa vira ndonga; lunda vira ndunda). m e n brandos nasalam Ievemente e abrandam as consoantes das sílabas. Por conseguinte, a divisão de sílabas não segue as regras do português (lu-ba-mba; Iu-mbu; Iu-so-mpo; mu-ntu; nda-nda-ni; tu-nga; Iu-to-nto; vu-mvu-Ia; vwa-mvu-Ia). Além disso, todas as palavras terminam com vogais. 
Além das consoantes expressas no quadro acima (consoantes simples), existem também as pré-nasalizadas, que são usadas no caso de algumas palavras que começam com /m/ e /n/ que são combinadas com as consoantes /b/, /p/, /f /, /v/, /t/, /l/ e serão nasalizadas (cf. Quivuna, M. (2014) e Quiala, M. (2013)). 
| Consoante | Exemplos | Português |
| --------- | -------- | --------- |
| Mb        | Mbele    | Faca      |
| Mf        | Mfulu    | Cama      |
| Mp        | Mpu      | Chapéu    |
| Mv        | Mvula    | Chuva     |
| Nk        | Nkutu    | Saca      |
| Nl        | Nlemvo   | Perdão    |
| Ns        | Nsulu    | Abortado  |
| Nt        | Ntela    | Idade     |
| Nz        | Nzo      | Casa      |

As vogais /u/ e /i/ diante de outras vogais tornaram-se em semivogais /w/ e /y/. O /u/, diante de uma vogal torna-se a semivogal [w] (em vez de muana, mwana (criança, filho); em vez de ueto, weto (nosso)). Por sua vez, o /i/ diante de uma vogal torna-se a semi-vogal [j] (em vez de kiala, kyala (antropónimo); em vez de iandi, yandi (ele, ela)). 

## Gramática

### Artigos
Em congo só existem artigos definidos; são eles: a, e, o. Os artigos são utilizados com classes gramaticais específicas então é necessário verificar cada uma em ordem de averiguar o uso de cada artigo nas frases. Como exemplo de uso tem-se: 
1. e meme - o carneiro, a ovelha;
2. o ntebi - o barbeiro.

Os artigos são usados não somente com nomes, mas também com pronomes pessoais e advérbios de tempo, ou seja, essas espécies podem ser consideradas como verdadeiros seres:
1. O mono - o eu;
2. O nge - o tu;
3. O iandi/e iandi - o ele, a ela;
4. O unu/e unu - o hoje;
5. O zono/e zono - o ontem.

### Pronomes
Os pronomes, como em português, dividem-se em pessoais, possessivos, demonstrativos, relativos, interrogativos e indefinidos.

#### Pronomes pessoais
Os pronomes pessoais são classificados em 1°, 2°, e 3° pessoa e dividem-se em singular e plural:
| 1° pessoa singular | Mono             | 1° pessoa plural | Ietu, yetu, yeto |
| 2° pessoa singular | Nge, ngeye, ngei | 2° pessoa plural | Ienu, yenu, yeno |
| 3° pessoa singular | Iandi, yandi     | 3° pessoa plural | Iau, yau, yawu   |

Além dos pronomes acima, existem também os pronomes oblíquos, que dividem-se em duas partes. Os acusativos, equivalentes a me, mim, te, teu, e assim por diante, em português. Já os tônicos, se referem aos casos comitativos, com eu (comigo), com você (contigo) e assim por diante.
| Oblíquo acusativo  | Quicongo | Oblíquo acusativo | Quicongo |
| ------------------ | -------- | ----------------- | -------- |
| 1° pessoa singular | Kuame    | 1° pessoa plural  | Kuetu    |
| 2° pessoa singular | Kuaku    | 2° pessoa plural  | Kuenu    |
| 3° pessoa singular | Kuandi   | 3° pessoa plural  | Kuau     |

| Oblíquo tônico     | Quicongo  | Oblíquo tônico   | Quicongo |
| ------------------ | --------- | ---------------- | -------- |
| 1° pessoa singular | i o mono  | 1° pessoa plural | i e ietu |
| 2° pessoa singular | i o nge   | 2° pessoa plural | i e ienu |
| 3° pessoa singular | i e iandi | 3° pessoa plural | i e iau  |

Os pronomes pessoais enfáticos são formados juntando-se os pronomes pessoais primários com os pronomes pessoais oblíquos. Em português, eles são equivalentes a eu próprio(a), tu próprio(a), ele(a) próprio(a) e assim para todas as pessoas do discurso.
| Pessoa             | Quicongo       | Pessoa           | Quicongo   |
| ------------------ | -------------- | ---------------- | ---------- |
| 1° pessoa singular | Mono kuame     | 1° pessoa plural | Ietu kuetu |
| 2° pessoa singular | Nge/ngei kuaku | 2° pessoa plural | Ienu kuenu |
| 3° pessoa singular | Iandi kuandi   | 3° pessoa plural | Iau kuau   |

Exemplos: 
1. o-ele kuandi
(foi-se embora);
2. b'-ele kuau
(foram-se embora).

##### Partículas concordantes
Os pronomes também possuem partículas concordantes, as quais podem ser consideradas como verdadeiros pronomes pois podem substituí-los em todas as situações.
| Pronome  | Partícula         | Pronome | Partícula |
| -------- | ----------------- | ------- | --------- |
| Mono     | i, n              | Ietu    | tu        |
| Nge/ngei | u                 | Ienu    | lu, nu    |
| Iandi    | o (pessoas), n, e | Iau     | be        |

Exemplos: 
1. Pode-se dizer tanto Mono i-monanga, como i-monanga (eu estou vendo) e o sentido continua o mesmo;
2. Ietu tu-monanga ou tu-monanga (nós estamos vendo);
3. Iau be-monanga ou be-monanga (eles/elas estão vendo).

#### Pronomes possessivos
Os pronomes possessivos são aqueles que indicam a posse de algo pela pessoa do discurso, ele pode variar em gênero e número conforme necessário. Em português, eles são equivalentes a meu, minha, teu, tua e assim por diante
| Pessoa             | Quicongo | Pessoa           | Quicongo |
| ------------------ | -------- | ---------------- | -------- |
| 1° pessoa singular | Ame      | 1° pessoa plural | Etu, eto |
| 2° pessoa singular | Aku      | 2° pessoa plural | Enu, eno |
| 3° pessoa singular | Andi     | 3° pessoa plural | Au       |

Exemplos:
1. Tual'e meme di-ame i e di-aku
Traz o meu carneiro e o seu
2. Fita minti mi-ame i e mi-au
Paga as minhas árvores e as deles

#### Pronomes demonstrativos
O pronome demonstrativo é aquele que indica a posição de algo em relação à pessoa no discurso, no tempo ou no espaço em que ela se encontra. A cada forma de pronome demonstrativo existente em português, existe outra em congo equivalente e que também indica o maior ou menor grau de proximidade. Além disso os pronomes também variam de acordo com a classe de substantivos com que ele é usado. Tal dinâmica está representada no quadro a seguir: 
| Classe de substantivo | Domínio semântico do nome                       | Este/esta/isto | Este/esta/isto | Esse/essa/disso | Esse/essa/disso | Aquele/aquela/aquilo | Aquele/aquela/aquilo |
| --------------------- | ----------------------------------------------- | -------------- | -------------- | --------------- | --------------- | -------------------- | -------------------- |
|                       |                                                 | Singular       | Plural         | Singular        | Plural          | Singular             | Plural               |
| 1                     | designativo de pessoa ou ser racional           | oiu            | aa, aia        | oie             | uana            | ona, oiuna           | ana                  |
| 2                     | objetos, comida, seres irracionais              | ouu            | emi            | ouue            | émie            | ouuna                | émina                |
| 3                     | qualidades, objetos, lugares                    | eki            | eii            | okie            | eiie            | ekina                | eiina                |
| 4                     | frutas e parentesco                             | edi            | ema            | edie            | eme             | edina                | emana                |
| 5                     | verbal, partes do corpo e locativa de movimento | oku            | ema            | okue            | eme             | okuna                | emana                |
| 6                     | lugares                                         | olu            | ótu            | olue            | ótue            | oluna                | ótuna                |
| 7                     | animais, coisas e palavras estrangeiras         | eii            | ezii           | eiie            | éziie           | eiina                | éziina               |
| 8                     | líquidos e coisas                               | ouu            | éma            | ouue            | éme             | ouuna                | emana                |
| 9                     | nomes abstratos                                 | ouu            | óu             | ouue            | óue             | ouuna                | óuna                 |
| 10                    | composta apenas pela palavra vuma (lugar/sítio) | ova            | ómu            | ove             | ómue            | ovana                | ómuna                |

Exemplos: 
1. U-enda io nkentu óie
Vai com esta mulher (classe 1 de substantivo; nkentu - mulher; enda - ir)
2. Fit'e madi eme
Paga essas comidas (classe 5 de substantivo; fita - pagar; madya - comida)
3. Cond'e ngombe eiina'
Mata aquele boi (classe 7 de substantivo; ngombe - boi)

#### Pronomes relativos
Os pronomes relativos são aqueles que se referem a um termo anterior da frase usada. Em congo as funções dos pronomes relativos são desempenhadas pelos demonstrativos simples e pelas partículas concordantes dos nomes, por isso não existem palavras específicas para pronomes relativos. Exemplo de frase:
1. E meme edin usunb'o ngei
O carneiro que tu compraste

#### Pronomes interrogativos
Os pronomes interrogativos servem para acompanhar um substantivo ou substituí-lo em enunciados que expressam dúvida ou em orações interrogativas. Como demonstrado abaixo:
|                      | Quicongo |
| -------------------- | -------- |
| Quem, qual - pessoas | nani     |
| Que, qual - coisas   | nki      |

Exemplo:
1. Nani o samnini kio?
Quem disse isso?
2. E nki luzolele?
Qual quereis?

Os pronomes quais, quanto(a) e quantos(as) do português, correspondem a nki, kua, sendo estes invariáveis e equivalentes a simples interrogações. Além disso, kua é usado sempre depois do nome, se vier desacompanhado deste, é necessário que ele seja precedido pela partícula concordante do substantivo a que se refere:
1. Nki/ kua
Qual é?/o que?/ o que há?/ que coisa?/ qual?
2. Diálogo:
  - Antu kua bezidi e? - quantos homens vieram?
  - a-tatu bezidi - vieram três
  - A kua - quantos? (A - concordante do substantivo)
3. Manda ni aku ma-kua?
As tuas tipoias quantas são?
4. E ngombe z`aku zi-kua
Quantos são os teus bois?

#### Pronomes indefinidos
Os pronomes indefinidos são aqueles que fazem referência, de forma vaga, à 3.ª pessoa do discurso. Os pronomes estarão representados a seguir:
- Todo, toda - uonso, uonsono, konso, konsono;
- Todos, todas - aonso, aonsono (deve ser precedido pela partícula concordante dos substantivos);
- Nenhum, nenhuma, nenhuns, nenhumas - muntu ko, kiuma ko, anvele;
- Algum, alguma - konsono, umosi, ma ki a;
- Alguns, algumas - ma kia;
- Certo, certa - Mosi (deve ser precedido pela partícula concordante dos substantivos);
- Certos, certas - aka, akaka;
- Tudo - onso, onsono;
- Ninguém - muntu ko;
- Alguém - muntu mosi, umosi;
- Nada - kiuma ko, diambu ko;
- Algo - ma ki;
- Cada um, cada uma, cada qual - kana mosi.

Nota-se que os indefinidos "ambos", "ambas" são substituídos pelo numeral - dois, duas - precedido das partículas concordantes de acordo com a classe de substantivo utilizada. 
Exemplos:
1. Antu a-ole
Ambos os homens/os dois homens
2. Akentu a-ole
Ambas as mulheres/as duas mulheres
3. Vanga onsono n-zolele
Faça tudo o que quiseres
4. Tuala ma ki a mfunfu
Traz algo de farinha

### Substantivos
Assim como em outras línguas bantas, em congo os substantivos são divididos em classes, diferenciadas pelos prefixos de plural e singular. Abaixo encontra-se a tabela detalhando os tipos de nome de cada classe e o seu uso:  
| Classes | Domínio semântico                               | Prefixos                                     | Artigos                     | Exemplo            | Tradução                     |
| ------- | ----------------------------------------------- | -------------------------------------------- | --------------------------- | ------------------ | ---------------------------- |
| 1       | designativo de pessoa ou ser racional           | mu, m, n (singular); a (plural)              | o (singular); e, a (plural) | muntu              | pessoa                       |
| 2       | objetos, comida, seres irracionais              | mu, m, n (singular; mi (plural)              | o (singular; e (plural)     | mwinda/munsambu    | lâmpada/peixe seco           |
| 3       | qualidades, objetos, lugares                    | ki (singular); i (plural)                    | e (singular e plural)       | kini               | sombra                       |
| 4       | frutas e parentesco                             | di (singular); ma (plural)                   | e (singular); o (plural)    | dinkondo/se        | banana/pai                   |
| 5       | verbal, partes do corpo e locativa de movimento | ku (singular); ma (plural)                   | o (singular); e (plural)    | kuzandu/kuulu      | dentro do mercado/perna      |
| 6       | lugares                                         | lu (singular); tu (plural)                   | o (singular, plural)        | luumbu             | recinto                      |
| 7       | animais, coisas e palavras estrangeiras         | m, n (singular); zi (plural)                 | o (singular); e (plural)    | nkombo/nzo/sampatu | cabra/casa/sapato            |
| 8       | líquidos e coisas                               | no passado possuia u (singular); ma (plural) | o (singular, plural)        | unkete             | arrumação                    |
| 9       | nomes abstratos                                 | u (singular, plural)                         | o (singular, plural)        | Uimi               | Avareza/avarezas             |
| 10      | composta apenas pela palavra vuma (lugar/sítio) | mu (plural)                                  | o (singular); e (plural)    | vuma/muma          | lugar, sítio/lugares, sítios |

#### Gênero
Para flexionar o gênero das palavras, há duas maneiras: 
- Quando se trata de pessoas, usa-se depois do substantivo a-kala e a-nkentu, respectivamente, masculino e feminino;
- Quando se trata de irracionais, usa-se depois do substantivo a-mbakala e a-nkentu, respectivamente, masculino e feminino;

Exemplo: 
1. dimeme dia-mbakala
(carneiro)
2. dimeme dia-nkentu
(ovelha).

#### Diminutivo e reduplicação
Para formar os diminutivos, é necessário antepor a partícula fi- ou ki- antes do nome. Em relação a partícula ki-, é necessário que o nome se repita duas vezes, além de usar essa partícula para que ela possua o sentido desejado. Em alguns dialetos, a simples repetição do nome é entendida como diminutivo. Exemplos:
1. Mbele - faca; fimbele - facazinha;
2. Kimuana muana - filhinho;
3. Nkentu nkentu - mulherzinha;
4. Mpu mpu - chapéuzinho.

É necessário ressaltar que nem sempre a repetição de uma palavra significa o diminutivo, pois pode significar também a intensidade da ação enunciada:
1. Malu malu! - depressa depressa!; muito depressa;
2. A-biza a-biza - muito bom, ótimo;
3. A-mbi a-mbi - muito mal, péssimo.

### Verbos
Em congo há três vozes verbais, ativa, passiva e média. Além disso, existem cinco formas de conjugação, simples, negativa, prenominal ou reflexa, complexa e continuativa.
Os verbos são divididos em primitivos ou simples e derivados. Os verbos primitivos são aqueles que sem sofrer alteração, anuncia-se ou afirma-se a ação, o estado ou a qualidade de um sujeito. Já os derivados são aqueles que, como o próprio nome diz, derivam do primitivos, como os verbos nas vozes passiva e média. 
As conjugações verbais ou mudanças de voz nas frases são feita por aglutinação de prefixos ou sufixos na direita ou esquerda do radical dos verbos.

#### Verbos primitivos ou simples
São definidos por serem um radical sem nenhum morfema adicional que vá modificar o seu sentido. Há três tipos de estrutura para verbos primitivos:
- Intransitivos: são aqueles que requerem apenas um argumento externo ligado ao papel temático do agente.[58]

Exemplo:
1. Nvula i-nok-ene
"Choveu" (noka - chuva; i - prefixo do sujeito; ene - marca de passado)

- Monotransitivo: requerem dois argumentos, um sujeito, ligado ao papel temático de agente e um objeto ligado ao papel de tema/paciente.[58]

Exemplo:
1. Nzumba lembe madya
"Nzumba cozinhou a refeição" (Nzumba - nome próprio; lembe - cozinhou; madya - refeição)

- Di-transitivos: requerem um sujeito, com o papel de agente, um objeto, com o papel de beneficiário, e um segundo objeto ligado ao papel de tema/paciente.[58]

Exemplo:
1. Nzumba veene aana madya
"Nzumba deu a refeição às crianças" (Nzumba - nome próprio; vaana - dar; ene - indicativo de passado; aana - crianças; madya - refeição)

#### Verbos derivados
São definidos por serem derivados adicionando-se aos radicais dos verbos primitivos os afixos verbais causativos e aplicativos. A esta classe pertencem os verbos nas vozes passiva e média, pois tais vozes não são mais do que modalidades do verbo primitivo.

#### Voz ativa
A voz ativa indica que o sujeito da oração é o agente da ação sendo realizada. Para formar os verbos na voz ativa, basta conjugá-los normalmente sem adição de afixos, como será mostrado mais a diante.

#### Voz passiva
Para formar os verbos na voz passiva, a regra geral é antepor um u ao a dos verbos no infinitivo. Desse modo, a conjugação dos verbos se faz igual à da voz ativa, apenas adiciona-se essa letra, que indica a passividade. Assim:
- Tuma - mandar, tumua - ser mandado;
- Kuna - plantar, kunua - ser plantado.

A exceção são os verbos no pretérito perfeito indefinido, nos quais a última vogal é trocada por u nos verbos terminados em idi e ini e por o nos verbos terminados em ele e ene. Assim: 
- Mbakidi - apanhei, mbakilu - fui apanhado (o d é trocado por l por uma questão fonológica);
- Okunini - ele plantou, okuninu - ele foi plantado (o é concordante do pronome);
- Mpovele - eu falei, mpovelo - eu fui falado (m é concordante do pronome).

#### Voz média
Por voz média entende-se aquela que não é nem ativa nem passiva em congo. A voz média indica o estado em que se encontra o sujeito depois de exercida sobre ele a ação significada pelo verbo na voz ativa.
Para indicar a voz média, retira-se o a final dos verbos e o troca por ama, uka ou oka, se no verbo na voz ativa houver um e ou um o.
- Bika - deixar, bikama - estar deixado;
- Vanga - fazer, vanguka - estar feito.

| Voz ativa     | Voz passiva         | Voz média              |
| ------------- | ------------------- | ---------------------- |
| baka (rasgar) | bakua (ser rasgado) | bakuka (estar rasgado) |
| koka (assar)  | kokua (ser assado)  | kokama (estar assado)  |
| vanga (fazer) | vagua (ser feito)   | vaguka (estar feito)   |

#### Conjugação simples
Os tempos verbais em congo dividem-se em presente, passado e futuro, os modos dividem-se em indicativo, conjuntivo e imperativo, e existem dois aspectos verbais, perfeito e imperfeito. Desse modo, as conjugações verbais são formadas de modo a juntar esses três elementos. Deve-se considerar que todos os verbos no infinitivo terminam com a. A partir disso, todos os verbos regulares se conjugam da mesma forma para todos os tempos verbais, exceto para o pretérito perfeito indefinido. 
Indicativo presente: forma-se pela anteposição dos pronomes pessoais ou seus concordantes ao infinitivo do verbo.
- Tota (apostar);

Ntota (eu aposto); Tutota (nós apostamos); Betota (eles/elas apostam).
Conjuntivo presente: é idêntico ao indicativo presente.
Pretérito imperfeito do indicativo e pretérito perfeito definido: forma-se pela anteposição de a ao radical do infinitivo.
- Fita (pagar);

Mono iafita (eu pagava); nge uafita (tu pagaste); ietu tuafita (nós pagávamos); Nesses casos, o concordante do pronome aparece antes da indicação do tempo verbal, marcada em negrito.
Pretérito imperfeito do conjuntivo: é idêntico ao pretérito imperfeito do indicativo.
Pretérito perfeito indefinido: podem haver quatro terminações nesse tempo verbal, idi, ele, ini, ene. São elas:
- O a do infinitivo é trocado por idi quando o radical do verbo termina em am , an, im, in, um, un, a, i, u.

| Infinitivo | Divisão silábica | Conjugado | Português |
| ---------- | ---------------- | --------- | --------- |
| samba      | sam-ba           | sambidi   | orar      |
| tanta      | tan-ta           | tantidi   | doer      |
| simba      | sim-ba           | simbidi   | segurar   |
| kinga      | kin-ga           | kingidi   | esperar   |
| sumba      | sum-ba           | sumbidi   | comprar   |
| tunga      | tun-ga           | tungidi   | edificar  |
| baka       | ba-ka            | bakidi    | apanhar   |
| fita       | fi-ta            | fitidi    | pagar     |
| vuza       | vu-za            | vuzidi    | arrancar  |

- O a do radical é trocado por ele quando o radical do verbo termina em em, en, e, o.

| Infinitivo | Divisão silábica | Conjugado | Português |
| ---------- | ---------------- | --------- | --------- |
| lemba      | lem-ba           | lembele   | aspergir  |
| kenda      | ken-da           | kendele   | cortar    |
| sompa      | som-pa           | sompele   | emprestar |
| vonda      | von-da           | vondele   | matar     |
| teza       | te-za            | tezele    | medir     |
| tota       | to-ta            | totele    | apostar   |

- O a do radical é trocado por ini quando o radical do verbo termina em a, i, u imediatamente seguido por m ou n.

| Infinitivo | Divisão silábica | Conjugado | Português |
| ---------- | ---------------- | --------- | --------- |
| kama       | ka-ma            | kamini    | apertar   |
| simika     | si-mika          | simikini  | pregar    |
| kuna       | ku-na            | kunini    | plantar   |

- O a do radical é trocado por ene quando o radical do verbo termina em e, o imediatamente seguido por m ou n.

| Infinitivo | Divisão silábica | Conjugado | Potuguês              |
| ---------- | ---------------- | --------- | --------------------- |
| lema       | le-ma            | lemene    | arder                 |
| Koma       | ko-ma            | komene    | carregar a espingarda |

Pretérito mais que perfeito do indicativo: forma-se antepondo a ao pretérito perfeito indefinido.
- Fita (pagar);

Iafitidi (eu tinha pago); nuafitidi (vós tinhas pago); oafitidi (ele/ela tinha pago). Nesses casos o verbo está precedido pelos concordantes dos pronomes.
Futuro simples: é idêntico ao indicativo presente, porém, se se tratar de um futuro certo e imediato, os prefixos sa, na, ninga e singa podem ser utilizados, dependendo do dialeto utilizado.
- Sumba (comprar);

Sa nsumba (eu comprarei); sa lusumba (vós comprareis); ninga usumba (eu comprarei).
Imperativo: a segunda pessoa do singular é idêntica ao infinitivo, e a primeira e a segunda do plural são iguais à primeira e segunda do plural do indicativo presente.
- Kenda (cortar);

Kenda (corta tu); tukenda (cortemos nós); lukenda (cortai vós).

#### Conjugação continuativa
Na forma continuativa o verbo exprime o sentido de que a ação enunciada continua ou continuará a acontecer. Para obter-se esta forma verbal basta adicionar nga anteriormente aos tempos terminados em a, o, u e nge nos tempos terminados por i, e.
Exemplos: 
- mfitidinge - eu tenho pago (até o presente, voz ativa);
- mfitilunga - eu tenho sido pago (voz passiva)

### Sentenças
Em quicongo as palavras não tem lugar determinado na oração. As frases são construídas não por uma ordem gramatical, mas por uma ordem lógica de acordo com o que tem maior ou menor importância na oração. Assim:
- mamemi izidi a sumbi - vim comprar carneiros

Nesse caso mameme é a palavra de maior importância, porque é ela que completa o sentido de a sumbi (comprar), e por isso ela será a primeira palavra da frase.
Assim:
1. Tual'e meme diame dia-biza
Tradução literal: traze o carneiro meu bom;
2. Vond'e meme edina
Tradução literal: mata o carneiro aquele;
3. Sumba mameme m'ole
Tradução literal: compra carneiros dois;
4. Vonda mameme ma m'onsono
Tradução literal: mata os carneiros todos.

#### Conjugação negativa
A forma negativa das frases do quicongo obtêm-se antepondo-se ao verbo, em qualquer uma das vozes, a partícula ke e pospondo-lhe ko. Tais partículas correspondem perfeitamente ao ne...pas da língua francesa. 
Exemplos: 
- ke tu-kuenda ko - "nós não vamos";
- ke be-fita ko - "eles/elas não pagam".

Nota-se que:
1. O e da palavra ke pode ser suprimido e substituído por um apóstrofo toda vez que haja uma vogal depois desse prefixo;
2. Depois da negativa ke, não pode ser utilizado os concordantes de pronome m ou n da primeira pessoa do singular, por isso eles devem ser substituídos pelo i, um concordante de mesmo valor semântico.

## Vocabulário

### O conto do leopardo e da tartaruga
Os contos tem, geralmente, o nome genérico de intinti (plural de kintinti). Porém, se o conto for pequeno, pode ser chamado e kinsamuna-nsamuna. A seguir, um trecho de um conto em congo: 
| Quicongo | Tradução |
| O kuebo i o nkuvu | O leopardo e a tartaruga |
| --- | --- |
| Dom Mpételu-mpételu otungidi e vata diandi. Dia-konka, dia-kutaka-na, akuela Nkenge i o Ngundu. O kue-bu avanga e divata i o nkuvu avang'e divata. O nkuvu asikang'e zimbambi: O mvindi a ngo Mutomen'e mbambi!! Lélé, kulé!! Akaz'iandi bavovanga vo: - Vina vele, e muni ietu: ngei olo-keluanga kua ue-nkuvu! O kuebo, n'auilu'uau, akuenda kua ne-kuvu avova vo: - Utola vele e mbembo uaku vele ntolanga. | Dom Pedrinho edificou a sua povoação. Depois de concluída e de toda a gente arrumada, desposou Quengue e Gundo. O leopardo fez a sua casa e a tartaruga também fez a sua. A tartaruga tocava no seu apito: A canela de leopardo É muito boa para apitos!! Lélé, culé!! As mulheres do leopardo diziam-lhe: - Escuta, ó nosso marido: tu estás sendo descomposto pela tartaruga! O leopardo, tendo ouvido isto, foi a casa da tartaruga e disse-lhe: - Ora canta lá a cantiga que estavas a cantar. |

### Numerais

#### Numerais cardinais
Os numerais cardinais indicam a quantidade e/ou contagem precisa e absoluta de algo. Em congo, os numerais de 1 a 6 possuem diferentes e diversos prefixos de concordância, por se tratar de língua banta, mas os de 7 a 10 são invariáveis.
- 0 - mpavala
- 1 - mosi
- 2 - zole
- 3 - tatu
- 4 - ya
- 5 - tanu
- 6 - sambanu
- 7 - nsambwadi
- 8 - nana
- 9 - vwa
- 10 - kumi

A partir do 11, a formação é feita com base nos numerais de 1 a 10:
- 11 - kumi ye mosi (dez mais um)
- 12 - kumi ye zole (dez mais dois)
- 13 - kumi ye tatu (dez mais três)
- 14 - kumi ye yá (dez mais quatro)
- 15 - kumi ye tanu (dez mais cinco)
- 16 - kumi ye sambanu (dez mais seis)
- 17 - kumi ye nsambwadi (dez mais sete)
- 18 - kumi ye nana (dez mais oito)
- 19 - kumi ye vwa (dez mais nove)

Os múltiplos de 10 são formados adicionando-se o prefixo ma antes da palavra dez e antes do número correspondente à dezena:
- 20 - makumole (ma-kumi ma-ole -- dez dois)
- 30 - makumatatu (ma-kumi ma-tatu -- dez três)
- 40 - makumaya (ma-kumi ma-ya -- dez quatro)
- 50 - makumatanu (ma-kumi ma-tanu -- dez cinco)
- 60 - makumasambanu (ma-kumi ma-sambanu -- dez seis)
- 70 - lusambwadi ou makumasambwadi (ma-kumi ma-sambwadi -- dez sete)
- 80 - lunana ou makumanana (ma-kumi ma-nana -- dez oito)
- 90 - luvwa ou makumavwa (ma-kumi ma-vwa -- dez nove)

Para múltiplos de 100 e 1000 o mesmo acontecxe porém, com os seus respectivos prefixos:
- 100 - nkama (cem)
- 200 - nkamazole (nkama-zole -- cem dois)
- 1000 - nkulazi (mil)
- 3000 - nkulazi tatu (mil três)

Para números combinados a formação é lógica e segue os padrões já explicitados:
- 24 - makumole ye ya (dois dez mais quatro)
- 150 - nkama ye makumatanu (cem mais cinquenta)
- 1550 - nkulazi ye nkamatanu ye makumatanu (mil mais quinhentos mais cinquenta)

#### Numerais ordinais
Os numerais ordinais são aqueles utilizados para indicar uma ordem ou hierarquia em uma determinada sequência. Em congo, estes se formam antepondo-se e- aos numerais cardinais até 20 e a partir dele, antepõe-se a-. 
- 1° - e-mosi
- 2° - e-yole
- 3° - e-tatu
- 4° - e-ya
- 5° - e-tanu
- 6° - e-sambanu
- 7° - e-sambwadi
- 8° - e-nana
- 9 - e-vwa
- 10° - e-kumi
- 11° - e-kumi ye mosi
- 12° - e-kumi ye zole
- 20° - a-makumole
- 21° - a-makumole ye mosi

### Expressões do dia a dia
Algumas frases básicas em quicongo que podem ser usadas no dia a dia são:   
| Quicongo        | Português        |
| --------------- | ---------------- |
| Mavimpi         | Bom dia          |
| Nti             | árvore           |
| Vonda           | mata             |
| Nlembo          | dedo             |
| lumbemba-mbemba | borboleta        |
| Nkanda          | carta, bilhete   |
| Divitu          | porta            |
| Lumbu           | dia              |
| Fu              | costume          |
| Kikada          | ponte, escada    |
| Koko            | mão              |
| Lumueno         | espelho          |
| Lukueku         | praia            |
| Mbele           | faca             |
| Ta              | arco, armadilha  |
| Unzambi         | divindade        |
| Uiki            | mel              |
| Uandu           | ervilha          |
| Sumba           | comprar          |
| Kana            | prometer         |
| Mina            | engolir          |
| Mena            | nascer, germinar |
| Sona            | escrever         |

| Quicongo     | Português     |
| ------------ | ------------- |
| Kyamoosi     | Segunda-feira |
| Kyazoole     | Terça-feira   |
| Kyataatu     | Quarta-feira  |
| Kyaya        | Quinta-feira  |
| Kataanu      | Sexta-feira   |
| Kyantsaabala | Sábado        |
| Kyalumiingu  | Domingo       |

### Declaração Universal dos Direitos Humanos
A Declaração Universal dos Direitos Humanos (DUDH) é um documento elaborado por representantes de diferentes origens jurídicas e culturais de todas as regiões do mundo. A Declaração foi proclamada pela Assembleia Geral das Nações Unidas em Paris, em 10 de dezembro de 1948, por meio da Resolução 217 A (III) da Assembleia Geral como uma norma comum a ser alcançada por todos os povos e nações. Ela estabelece, pela primeira vez, a proteção universal dos direitos humanos. Desde sua adoção, em 1948, a DUDH foi traduzida em mais de 500 idiomas – o documento mais traduzido do mundo – e inspirou as constituições de muitos Estados e democracias recentes. 
Abaixo estão o primeiro artigo da declaração acompanhado da versão em português:
| Português | Congo (Fiote) |
| --- | --- |
| Todos os seres humanos nascem livres e iguais em dignidade e em direitos. Dotados de razão e de consciência, devem agir uns para com os outros em espírito de fraternidade. | Bizingi bioso bisiwu ti batu bambutukanga mu kidedi ki buzitu ayi kibumswa. Bizingi-bene, batu, badi diela ayi tsi-ntima, bafwene kuzingila mbatzi-na-mbatzi-yandi mu mtima bukhomba. |